# Zagreb Arena
Zagreb Arena (kroatiska: Arena Zagreb) är en multiarena i Zagreb i Kroatien. Arenan är belägen i stadsdelen Novi Zagreb (Nya Zagreb) och uppfördes 2007–2008. Den uppfördes inför världsmästerskapet i handboll som hölls i Kroatien år 2009. Zagreb Arena är Kroatiens största sporthall.